# 北海克姆
北海克姆（North Hykeham）是一座位於英國林肯郡林肯南部的鎮，算是林肯的郊區之一。

## 歷史
1160年的文獻中首次提及了北海克姆教堂（North Hykeham Church），1700年教堂被毀，之後直到1850年代末期才建起了萬靈教堂（All Saints Church），1881年建造衛理公會教堂（Methodist Chapel）。1894年建立教區委員會和學校。

## 經濟

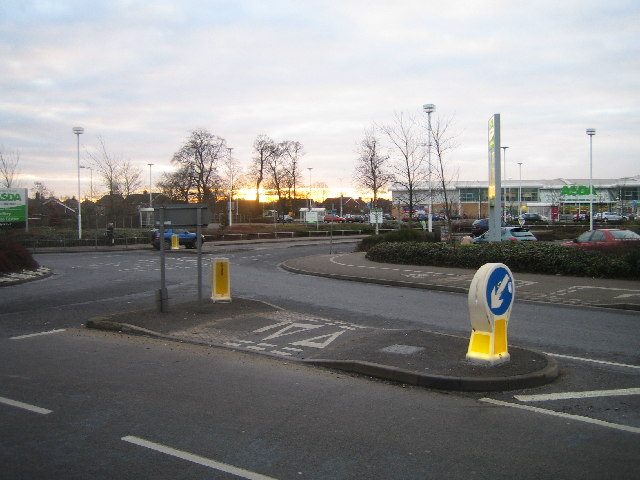
Asda

當地有一家建於1998年3月的Asda。 此外包括一家Tesco在內，大多數當地商店都位於紐瓦克路（Newark Road）。
林肯郡陸地交通博物館（Lincolnshire Road Transport Museum）也位於此地。

## 姊妹鎮
- 登茨林根（自1988年），德國

## 外部連結
- 维基共享资源上的相關多媒體資源：北海克姆
- Town Council
- The Library（页面存档备份，存于）
- Hykeham Team Ministry
- History of the parishes of North and South Hykeham（页面存档备份，存于）
- Hykeham Tigers JFC（页面存档备份，存于）
- Hykeham Sailing Club（页面存档备份，存于）
- Bowls Club（页面存档备份，存于）
- Poachers Brewery（页面存档备份，存于）
- 《末日審判書》上的North Hykeham